# 地震恐怖症
地震恐怖症（じしんきょうふしょう、英語: seismophobia）とは地震を恐れる恐怖症の一種である。 生き埋め恐怖症（Taphophobia）や、死恐怖症（Thanatophobia）などとも関連があるとされる。

## 症状
動悸や、心悸亢進、息苦しさ。
急速または浅い呼吸。重症化すると過呼吸になりうる。
これらは全て地震のことを考えたり、思い出したりしたときに起こるため、全般性不安障害とは異なる。
地震がなく、建物の倒壊（生き埋め）や、津波に巻き込まれるなどの恐れがない、安心でき安全な場所を切望する。
それ故に、学校や職場などに行きづらくなったり、図書館や公民館や古いホテルなどの、耐震性が低く、古い建物に行くことを恐れたりする。
重症化すると、引きこもりがちになる。
地震のことを考えると、泣いたり、悲鳴を上げたりする。
口渇、めまい、消化不良、吐き気、頭痛など。
原因不明の不定愁訴となりうる。
家族や自分の命を守るために、家具（本棚や食器棚など）が落下するのを防ぐために莫大な金額を費やすことがある。
また、防災用品などにとてつもない金額を費やすこともある。
場合によっては、この行動は他者からは「心配性」もしくは「気にしすぎ」であると思われ、他者には異常に映るが、本人はかなりの恐怖を抱えて強迫的である行為を行っている。
ほとんどの患者は常に地震への強い恐怖を持って生きている。大なり小なり地震は誰しも怖いものであるが、地震恐怖症の患者のそれは通常とは異なり、日常生活に大きな支障が出ている。
重症化すると、不眠症になったり、パニック障害や不安障害、またうつ病になったりするリスクもある。
回避行動がおこる場合もある。例えば、地震への恐怖を思い出させる場所（被災した人なら、思い出の場所など）に行くことを恐れたり、揺れが激しい場所や乗り物（駅の近くにある飲食店や、船、飛行機、電車など）に乗ることを恐れ、ひどい場合には、そこに行けなくなったり、乗り物に乗れなくなったりすることもある
。泣いたり、叫んだり、逃げたくなったりするなどのように強烈な不安や恐れを抱くなど、パニック発作に類似する。

## 治療
曝露および恐怖の軽減技術を用いた認知行動療法で緩和されうる。多くの場合、抗不安薬または抗うつ薬は有用であることが証明されている。日ごろからできることとしては、以下があげられる。危険や恐怖、不安を感じた場合に脳が自動的に作り出すアドレナリンの量を減らすために、深呼吸が有効である。また、地震に関する報道はなるべく見ないようにしたほうが良いとされる。発災時あるいは発災直後には、可能な限り「日常の生活」を取り戻そうとしたり、通常の活動（学校に行ったり、仕事に行ったりするなど）を心掛けたりすることが大切である。
深呼吸や毎日数分間の瞑想などの自助努力も、症状の緩和に効果的である。

## 原因
地震恐怖症に苦しむ人々の大部分は、過去の地震の悲惨な被災経験がある。
実際に被災し、大切な人を失ったり、津波を目撃したり、生き埋めになったりした経験のトラウマにより、生涯にわたる恐怖症が引き起こされる可能性がある。
また、数日に渡っても人が瓦礫の下に閉じ込められた地震についての報道など、悲惨な報道も地震恐怖症を引き落こしうる。

## 参考記事
- 5 Ways To Reduce Earthquake Anxiety https://www.huffingtonpost.com/jason-eric-schiffman-md-ma-mba/reduce-earthquake-anxiety_b_934862.html